# Bußpsalm

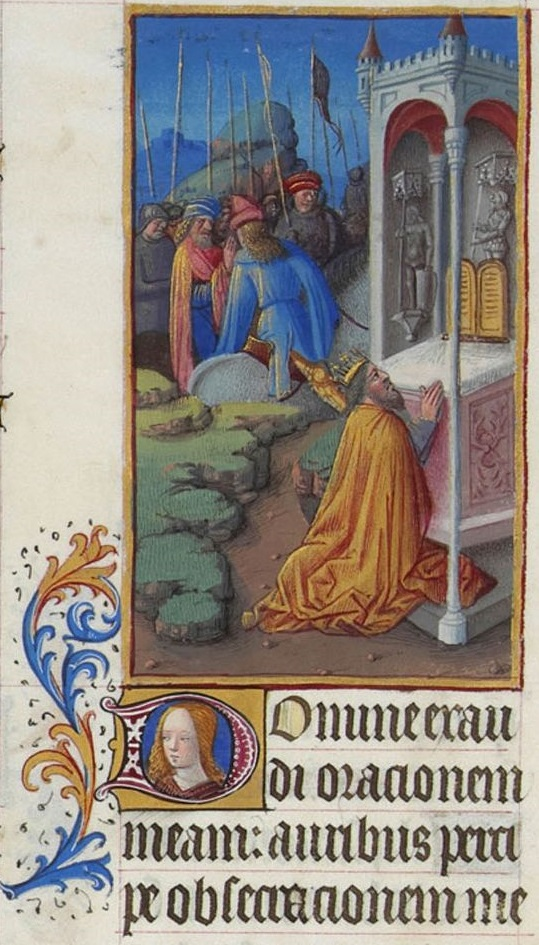
Beginn des Psalms 143 (142) mit Darstellung des Königs David, der im Blick auf die Gebotstafeln Gottes Gnade erfleht (Stundenbuch des Herzogs von Berry)

Die Bußpsalmen (lateinisch Psalmi Poenitentiales) sind eine Reihe von Psalmen, die das Bekenntnis von Schuld als Thema haben. Sie werden im Buch der Psalmen mit Ausnahme von 102 und 130, in der christlichen Tradition sämtlich dem König David als exemplarischem Büßer zugeschrieben.
Es handelt sich um die folgenden Psalmen, deren Titel sowohl auf Latein als auch nach der Lutherübersetzung 2017 angegeben sind:
- Psalm 6 LUT: Domine, ne in furore. Bußgebet in Anfechtung.
- Psalm 32 LUT: Beati quorum remissae. Die Freude der Buße.
- Psalm 38 LUT: Domine, ne in furore. In schwerer Heimsuchung.
- Psalm 51 LUT: Miserere mei, Deus. Gott, sei mir Sünder gnädig!
- Psalm 102 LUT: Domine, exaudi. Bitte um Wiederherstellung des Zion.
- Psalm 130 LUT: De profundis. Aus tiefer Not.
- Psalm 143 LUT: Domine, exaudi. Bitte um Verschonung und Hilfe.

In der Zählung der Vulgata sind dies die Psalmen 6, 31, 37, 50, 101, 129 und 142.
Die Zusammenstellung der Gruppe geht zurück auf Augustinus von Hippo.
Die Bußpsalmen haben einen besonderen Platz im Stundengebet der Fastenzeit und der Karwoche und sind häufig vertont worden. Am bekanntesten wurde dabei die Fassung von Orlando di Lasso: Psalmi Davidis poenitentiales aus dem Jahr 1584.  Zum 51. Psalm, Miserere, gibt es etliche Vertonungen, unter anderem von Gregorio Allegri und Josquin des Prez. Auch die Vertonungen des 130. Psalm, De profundis, gehören zu den Klassikern der Kirchenmusik. In der Barockmusik bildet der Text des Psalms die Grundlage der Kantate „Aus der Tiefe rufe ich, Herr, zu dir“ von Johann Sebastian Bach.